# Boston Dynamics
Boston Dynamics é uma empresa americana de engenharia robótica que ficou famosa pela construção de robôs avançados, os quais possuem comportamentos notáveis como: mobilidade, agilidade, destreza e velocidade. São robôs construídos com finalidade militar, geralmente financiados pela DARPA (Defense Advanced Research Projects Agency), agência do Departamento de Defesa do governo federal dos EUA, responsável pelo desenvolvimento de tecnologias para fins militares.
Em 13 de dezembro de 2013, a empresa foi adquirida pelo Google X (mais tarde X, uma subsidiária da Alphabet Inc.) por um preço desconhecido, onde foi gerenciado por Andy Rubin até sua saída do Google em 2014.  Em 8 de junho de 2017, a Alphabet Inc. anunciou a venda da empresa ao SoftBank Group Corp. do Japão por uma quantia não revelada. Em 2 de abril de 2019, a Boston Dynamics adquiriu a Kinema Systems, startup do Vale do Silício.

## Produtos

### BigDog

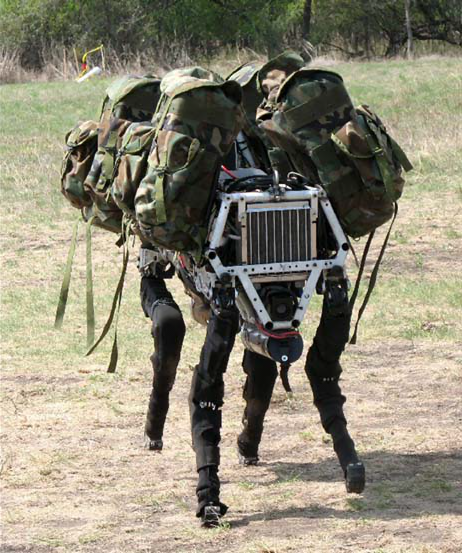
BigDog

BigDog é um robô que anda, corre, sobe e carrega cargas pesadas. BigDog é alimentado por um motor que impulsiona um sistema de acionamento hidráulico, possui quatro pernas que se articulam como um animal, com elementos compatíveis para absorver o choque e reciclar a energia de um passo para o próximo. BigDog tem cerca de 1,6 metros de comprimento, 1,2 metros de altura e pesa 110 kg. BigDog é executado em 4 km/h; 1,8 m/s), sobe inclinações de até 35 graus, atravessa escombros, sobe trilhas enlameadas, caminhadas na neve e na água, e transporta carga 340 lb (150 kg). Desenvolvimento do robô original foi financiado pela DARPA. O trabalho para adicionar um manipulador e fazer manipulação dinâmica foi financiada pelo programa RCTA do Laboratório de Pesquisa do Exército.

### Cheetah
Cheetah é o robô equipado com pernas mais rápido do mundo, ultrapassando 29 mph (45 km/h; 13 m/s), que em agosto de 2012 era um novo recorde de velocidade em terra para robôs com pernas. O robô Cheetah tem um mecanismo de articulações que se flexionam para trás aumentando sua velocidade de corrida, muito parecido com que o animal faz. A versão atual do robô Cheetah corre em uma esteira de alta velocidade no laboratório, onde ele é alimentado por uma bomba hidráulica e usa um dispositivo de expansão para mantê-lo funcionando no centro da esteira. O robô Cheetah da próxima geração é projetado para operar sem restrições.O desenvolvimento do robô Cheetah é financiado pela DARPA.

### Atlas
O Atlas é um robô humanóide bípede desenvolvido principalmente pela empresa americana de robótica Boston Dynamics, com financiamento e supervisão da Agência de Projetos de Pesquisa Avançada de Defesa dos EUA (DARPA). O robô de 1,8 metros foi projetado para uma variedade de tarefas de busca e salvamento e foi apresentado ao público em 11 de julho de 2013.

### Spot

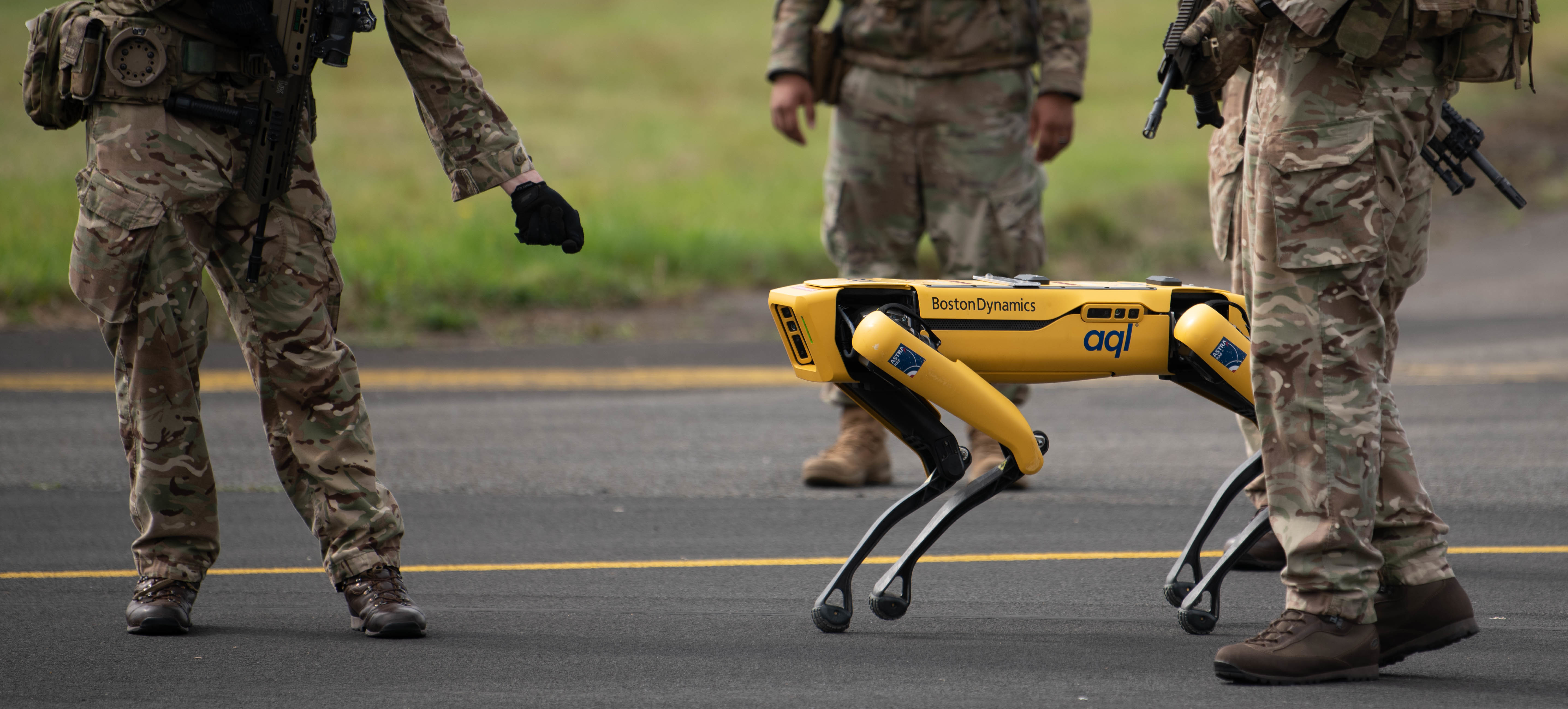
Spot

O Spot é um robô quadrúpede ágil que sobe escadas e atravessa terrenos acidentados com facilidade, mas é pequeno o suficiente para usar em ambientes fechados. Construído para ser uma plataforma robusta e personalizável, o Spot atende autonomamente às necessidades de detecção industrial e operação remota e foi a primeira aplicação comercial da Boston Dynamics.